# David Miller (Philosoph)
David William Miller (* 19. August 1942 in Watford; † 20. November 2024) war ein britischer Philosoph und prominenter Vertreter des kritischen Rationalismus. Er lehrte am Fachbereich für Philosophie an der Universität Warwick in Coventry, Großbritannien. Miller wird oft mit dem gleichnamigen Philosophen David Leslie Miller (* 1946) verwechselt.

## Werdegang
1964 begann er an der London School of Economics ein Studium der Logik und Wissenschaftstheorie. Kurz darauf wurde er Assistent von Karl Popper. In einer Reihe von Artikeln in den 1970er Jahren entdeckten Miller und andere Mängel in Poppers formaler Definition der Wahrheitsnähe, ein Aspekt von Poppers Philosophie, der zuvor wenig Beachtung gefunden hatte. Miller und andere veröffentlichten in den folgenden zwanzig Jahren zahlreiche Schriften, die versuchten, Poppers Ansatz zu retten.
Millers Buch Critical Rationalism (1994) ist ein Versuch, Poppers philosophischen Ansatz zu erläutern, zu erweitern und Kritik zu verarbeiten. Eine zentrale, „nicht ganz neue“ Aussage darin ist, dass die Rationalität bzw. Bewährtheit einer Hypothese nicht von guten Gründen abhängen kann, weil sich eine solche induktive Argumentation unauflösbar in das Münchhausen-Trilemma verstrickt. Verifikationen sind daher unmöglich. Miller folgert wie bereits Popper, dass sich wissenschaftlicher Fortschritt allein durch die Falsifikation von Hypothesen erreichen lässt.

## Schriften
- Critical Rationalism: A Restatement and Defence. Open Court, Chicago 1994, ISBN 0-8126-9198-9.
- Out Of Error: Further Essays On Critical Rationalism. Ashgate Publishing, Aldershot 2006, ISBN 0-7546-5068-5.